# Armend Alimi
Armend Alimi (Kumanovo, 11. prosinca 1987.) je makedonski nogometaš, koji trenutačno igra za Škendiju te makedonsku nogometnu reprezentaciju.

## Biografija
Alimi je nogometnu karijeru započeo s 12 godina u lokalnom klubu Baškimi. Postao je i kapetan momčadi prije nego što je 2008. prešao u Milano, također iz Kumanova, no već iduće godine potpisuje za Istru 1961.
Alimi je nastupao i za makedonsku reprezentaciju do 21 godine, a za senirsku reprezentaciju debitirao je 9. rujna 2009. u kvalifikacijama za svjetsko prvenstvo protiv reprezentacije Norveške.

## Vanjske poveznice
- Profil na stranici MacedonianFootball.com (engl.)